# Ludvík Ondřej z Khevenhülleru
Ludvík Ondřej z Khevenhülleru, hrabě z Aichelberg-Frankenburgu (německy Ludwig Andreas von Khevenhüller, Graf von Aichelberg-Frankenburg, 30. listopadu 1683 Linec – 26. ledna 1744 Vídeň) byl rakouský šlechtic z rodu Khevenhüllerů. Sloužil v císařské armádě, kde dosáhl hodnosti polního maršála.

## Život
Ludvík Ondřej z Khevenhülleru se narodil jako syn Františka Kryštofa II. z Khevenhülleru a jeho manželky Ernestiny Faustiny z Montecuccoli.

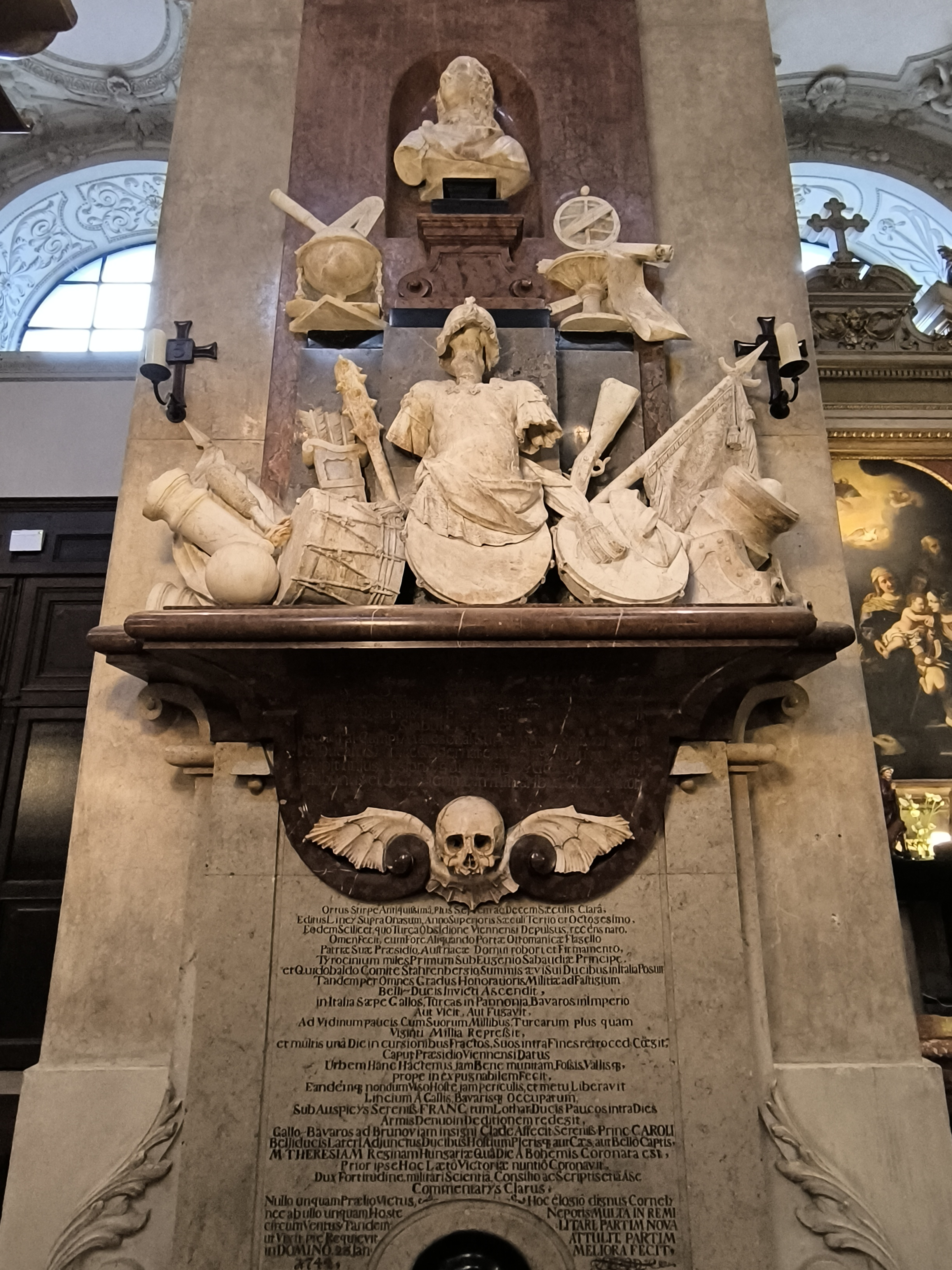
Náhrobní deska Ludvíka Ondřeje z Khevenhülleru v kostele skotských benediktinů ve Vídni

Bojoval již po boku prince Evžena Savojského ve válce o španělské dědictví a účastnil se bojů u Petrovaradína (1716) a Bělehradu (1717), načež byl v roce 1723 povýšen na seržanta a roku 1733 na poručíka.
V bitvě u Parmy (29. června 1734) padl rakouský velitel, polní maršál Claudius Florimund Mercy, načež Khevenhüller jej zastupoval až do příchodu polního maršála Königsegga.
Khevenhüller byl v roce 1736 na doporučení prince Evžena povýšen na polního maršála. Krátce poté poskytl dobré služby během rusko-turecké války, kde bylo Rakousko spojencem Ruska.
Nejvyššího úspěchu dosáhl ve válce o rakouské dědictví. Po návratu získal od Marie Terezie Řád zlatého rouna. 
Hrabě Ludvík Ondřej z Khevenhüller zemřel nečekaně 26. ledna 1744 ve Vídni a byl pohřben v kostele skotských benediktinů ve Vídni.

### Manželství a potomstvo
Od roku 1718 byl ženatý s hraběnkou Filipínou Marií z Lambergu (1695–1762), která mu porodila dvě dcery, které se obě později provdaly do rodiny Windischgrätzů.
- 1. Marie Antonie (29. 3. 1726 Vídeň – 17. 1. 1746 tamtéž), manž. 1743 Leopold Karel z Windischgrätze (15. 11. 1718 Vídeň – 13. 2. 1746 tamtéž)[2][3]
- 2. Marie Terezie (15. 10. 1728 – 14. 1. 1815), manž. 1747 Gottlieb z Windisch-Grätze (28. 7. 1715 – 20. 6. 1784)[4]

### Dílo
- Des G. F. M. Grafen von Khevenhüller Observationspunkte für sein Dragoner-Regiment (1734 und 1748)
- Kurzer Begriff aller militärischen Operationen (Wien 1756; Französisch als Maximes de guerre, Paris 1771).